# Seguros Bolívar Open Medellín 2013
Il Seguros Bolívar Open Medellín 2013 è stato un torneo di tennis facente parte della categoria ATP Challenger Tour nell'ambito dell'ATP Challenger Tour 2013. È stata la 10ª edizione del torneo che si è giocata a Medellín in Colombia dal 22 al 28 luglio 2013 su campi in terra rossa e aveva un montepremi di $50,000+H.

## Partecipanti singolare

### Teste di serie
| Nazionalità | Giocatore             | Ranking* | Testa di serie |
| ----------- | --------------------- | -------- | -------------- |
| Colombia    | Alejandro González    | 159      | 1              |
| Argentina   | Guido Andreozzi       | 182      | 2              |
| Argentina   | Facundo Argüello      | 197      | 3              |
| Brasile     | Fabiano de Paula      | 231      | 4              |
| Argentina   | Agustín Velotti       | 235      | 5              |
| Ecuador     | Julio César Campozano | 276      | 6              |
| Colombia    | Nicolás Barrientos    | 293      | 7              |
| Colombia    | Carlos Salamanca      | 310      | 8              |

- Ranking al 15 luglio 2013.

### Altri partecipanti
Giocatori che hanno ricevuto una wild card:
- Alvaro Ochoa
- Giovanni Lapentti
- Eduardo Struvay
- Felipe Mantilla

Giocatori che sono passati dalle qualificazioni:
- Roberto Quiroz
- Daniel Galán Riveros
- Felipe Escobar
- Steffen Zornosa

## Vincitori

### Singolare
Alejandro González ha battuto in finale  Guido Andreozzi con il punteggio di 6–4, 6–4.

### Doppio
Emilio Gómez /  Roman Borvanov hanno battuto in finale  Nicolás Barrientos /  Eduardo Struvay con il punteggio di 6–3, 7–6(4).